# Dietrich Meyer (Manager)
Dietrich L. Meyer (* 18. September 1939 in Düsseldorf; † 18. August 2023 in Mülheim an der Ruhr) war ein deutscher Manager und Verbandsfunktionär.

## Leben
Meyer machte 1959 sein Abitur am Stiftischen Gymnasium in Düren, Rheinland. Von 1960 bis 1965 absolvierte er ein Studium der Betriebswirtschaft an den Universitäten München und Köln, das er dort als Diplom-Kaufmann abschloss. 1971 promovierte er zum Dr. rer. pol.
Von 1959 bis 1960 leistete er seinen Wehrdienst in Oldenburg i.O.
Seit 1967 war er mit Karin E. Häusler-Meyer verheiratet. Das Paar hatte zwei Kinder.

## Berufliche Tätigkeiten
Von 1965 bis 1974 war Meyer Unternehmensberater, Referent und Geschäftsführer in verschiedenen Wirtschaftsverbänden in der damaligen Bundeshauptstadt Bonn (DGV, Gepha-Verband, Zentgeno/ZGV).
1974 wurde er in den Vorstand der NOWEDA, eines pharmazeutischen Handelsunternehmens in Essen, berufen. Von 1983 bis 2005 war er Vorstandsvorsitzender des Unternehmens. 2005 schied er aus der NOWEDA aus und wurde zum Ehrenvorsitzenden des Vorstandes ernannt.

## Ämter
- 1979–1991 Mitglied im Verbandsvorstand des ZENTGENO, Bonn
- 1983–1988 Mitglied im Aufsichtsrat der Volksbank Essen e.G.
- 1991–2000 Präsident  des Mittelstandverbunds, ZGV
- Mitglied im Aufsichtsrat der Andreae-Noris Zahn AG (ANZAG) in Frankfurt/Main,
- 1991–2004 Stellvertretender Vorsitzender im Präsidium des Deutschen Genossenschafts- und Raiffeisenverbandes[1]
- 1996–2007 Mitglied im Beirat der Deutschen Bank
- Präsidiumsmitglied der Gesellschaft zur Förderung des Inst. f. Handelsforschung der Universität Köln